# Gravagna (Pontremoli)
Gravagna è una frazione del comune italiano di Pontremoli, nella provincia di Massa-Carrara, in Toscana.
Il paese di Gravagna si divide in due centri: Gravagna Montale e Gravagna San Rocco. Gravagna è una delle poche frazioni della provincia di Massa Carrara e l'unica del comune di Pontremoli che ha due chiese parrocchiali.

## Monumenti e luoghi d'interesse
A Gravagna San Rocco la chiesa parrocchiale è intitolata a San Rocco. La chiesa all'interno è di stile barocco e la facciata  è a forma di capanna.
La chiesa parrocchiale di Gravagna Montale è dedicata invece a San Bartolomeo. Si trova nel centro del sobborgo e sul campanile presenta una cupola.

## Sport
Gravagna è sede della squadra amatoriale di calcio "Amatori Pontremoli", che gioca le partite in casa nel campo sportivo Sant'Anna di Gravagna Montale.